# Фальквист, Бенгт
Бенгт «Фалан» Фальквист (швед. Bengt «Falan» Fahlqvist; 15 апреля 1922, Хелгеста, Флен, Сёдерманланд, Швеция — 7 марта 2004, Катринехольм, Сёдерманланд, Швеция) — шведский борец, бронзовый призёр Олимпийских игр, чемпион Европы, двукратный чемпион Швеции по вольной борьбе в полутяжёлом весе и семикратный вице-чемпион Швеции по вольной и греко-римской борьбе в полутяжёлом и тяжёлом весах 

## Биография
Родился в 1922 году. Начал заниматься борьбой в клубе Huddinge BK в 1936 году под впечатлением от успеха Йёсты Френдфорса на  Олимпийских играх 1936 года. 
В 1946 году стал чемпионом Швеции и чемпионом Европы по вольной борьбе.  В 1947 году подтвердил звание сильнейшего в Швеции. 
Представлял Швецию на Олимпийских играх 1948 года, боролся в полутяжёлом (до 87 килограммов) весе и сумел завоевать бронзовую медаль Олимпийских игр. 
См. таблицу турнира
В конце 1940-х — начале 1950-х годов в Швеции в вольной борьбе в его весе образовалась сильная конкуренция, которую Фальквист проигрывал. Поэтому он смог отобраться на Олимпийские  игры 1952 года лишь по менее для него удобной греко-римской борьбе.  
В 1952 году вновь принимал участие в Олимпийских играх, уже в тяжёлом весе, и по греко-римской борьбе и остался шестым.  
См. таблицу турнира
Умер в 2004 году. 